# Тансу

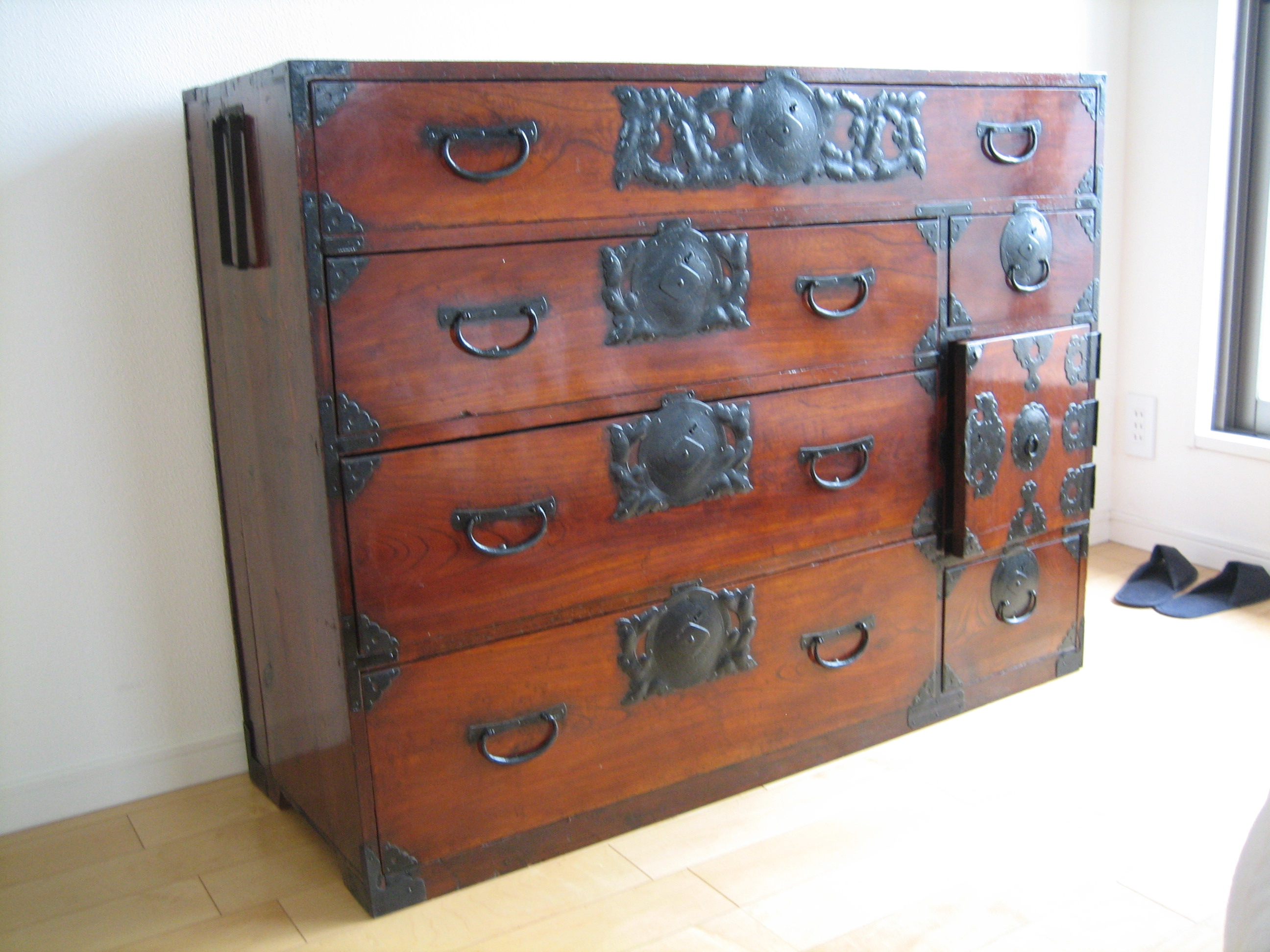
Тансу.

Тансу (яп. 箪笥) — традиційна японська шафа для збереження одягу, дрібних речей, ліків, коштовних речей і документів. В складних словах літера «Т» замінялась на літеру «Д» — Сьо-дансу, тобто шафа для збереження книг. Існують антикварні і сучасні тансу.

## Історія
Історію тансу починають з 17 століття. Японія як країна, розташована на низці островів вулканічного походження, де майже щоденно відбуваються землетруси. Постійна загроза травм під час землетрусів спонукала до появи майже порожніх інтер'єрів японських домівок, храмів і палаців. Але десь треба було зберігати одяг, ліки, дрібні дитячі речі, письмові і художні прилади, книги, документи і бухгалтерські книги тощо. Збереженню всього майна японського будинку і слугували тансу, розташовані в особливих коморах (кура), вивільняючи головний простір домівки, роблячи його безпечним при падінні речей і небагатьох меблів.

## Антикварні тансу

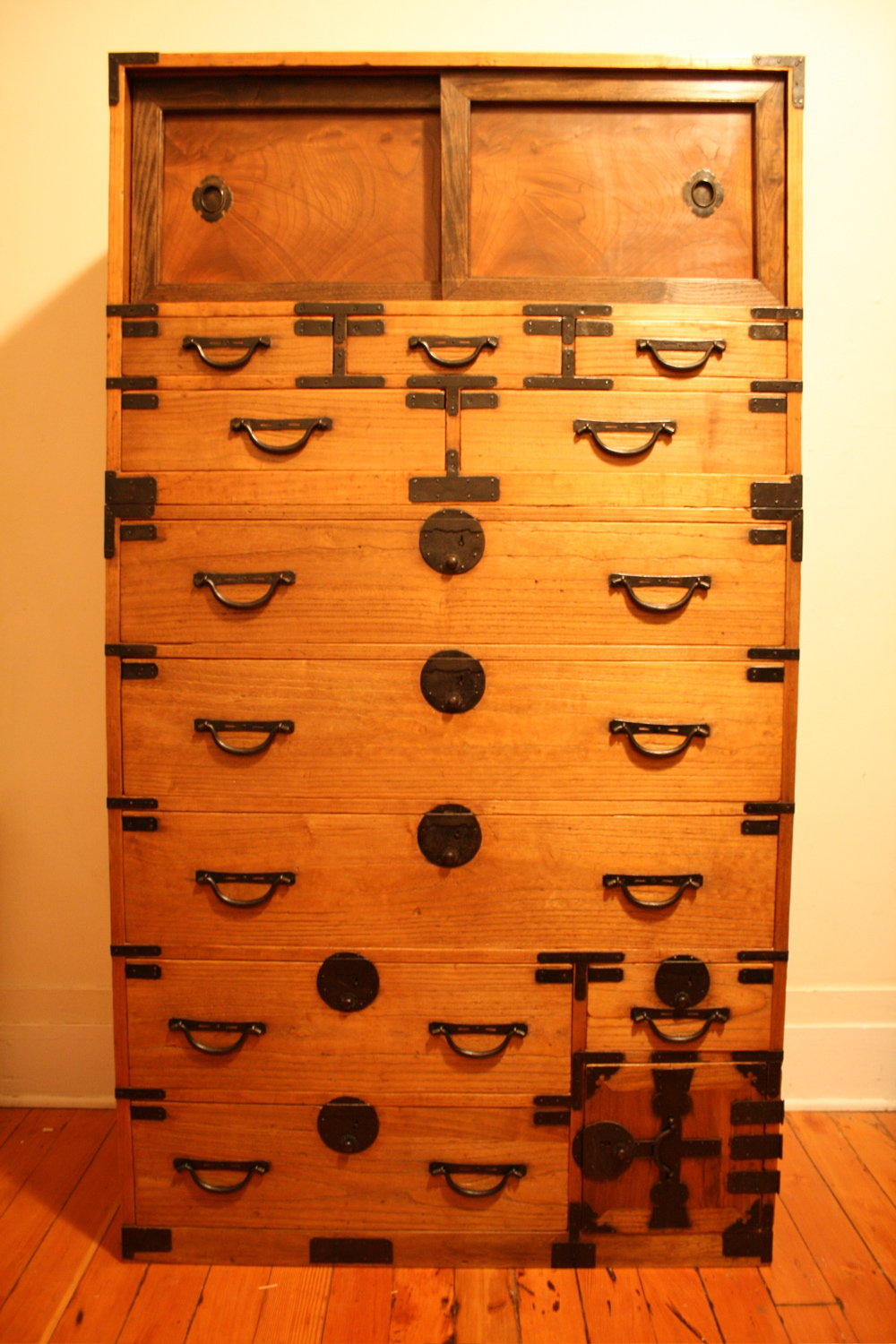
Тансу.

Тансу антикварні зазвичай невеликі за розмірами, асиметричні, дерев'яні, вкриті лаком і прикрашені невеликою кількістю кованих деталей. Тому така шафа — витвір мистецтва декількох ремісників — тесляра, майстра кованих деталей та маляра чи майстра лакових виробів. В давнину право мати тансу було розповсюджене лише на військовиків-самураїв. Тому тансу водночас слугувало покажчиком їх високого і привілейованого суспільного стану. Різноманітні функції сприяли появі різноманітних тансу, як за призначенням, так і за місцевими традиціями. Розрізняють —
- кухонні шафи (мидзуя-дансу)
- книжкові (сьо-дансу)
- для збереження одягу (сьо-дансу)
- для збереження мечів самурая (катана-дансу)
- для збереження ліків (кусури-дансу)
- шафки на дерев'яних колесах (курума-дансу)
- для збереження бухгалтерських книг (тьобо-дансу)
- особлива драбина-шафа на горище економно використовувала простір під драбиною, мала сходи і знову ж таки вивільняла житловий простір.
- Фуна-дансу — особливі шафки-сейфи, дерев'яні і зазвичай водонепроникні. Вони слугували для збереження коштовних речей і важливих документів, могли деякий час бути в воді без пошкодження і не потопати. Вони були подорожніми сейфами.

## Матеріали та технології
Історію тансу умовно поділяють на два періоди :
- період Едо (1688—1704 — 1868)
- період Мейдзі (1868—1912 — 1923)

Аналіз ієрогліфів доводить, що на початковому етапі використовували не деревину, а висушені стовбури бамбука.
Пізніше для виготовлення тансу вже слугували тропічні різновиди деревини. Часто використовували павловнію, кріптомерію, японський каштан, деревину хінокі (японський болотний кипарис), дзелькву, японську сосну едзо мацу, тикову деревину тощо.

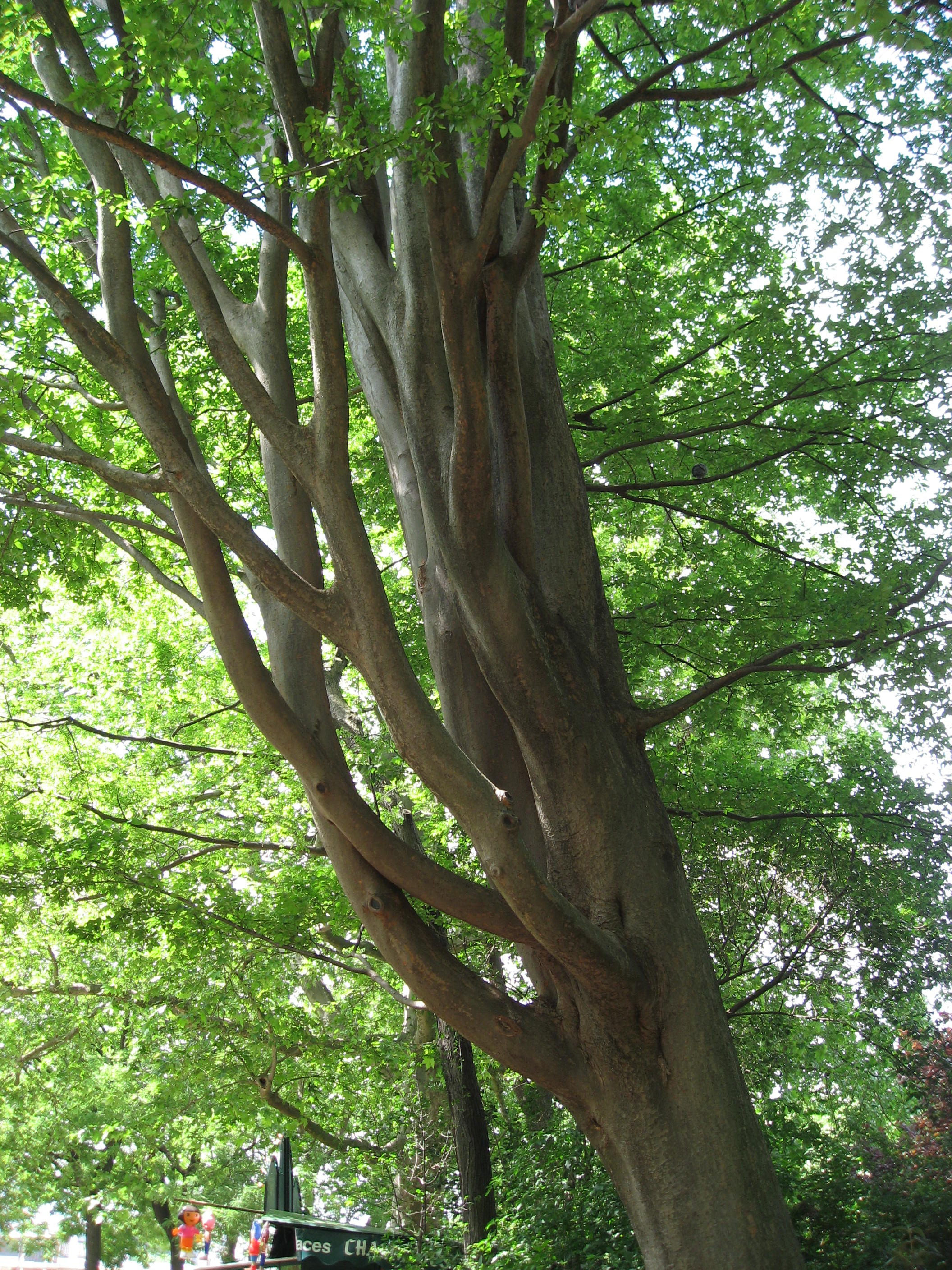
Дзельква
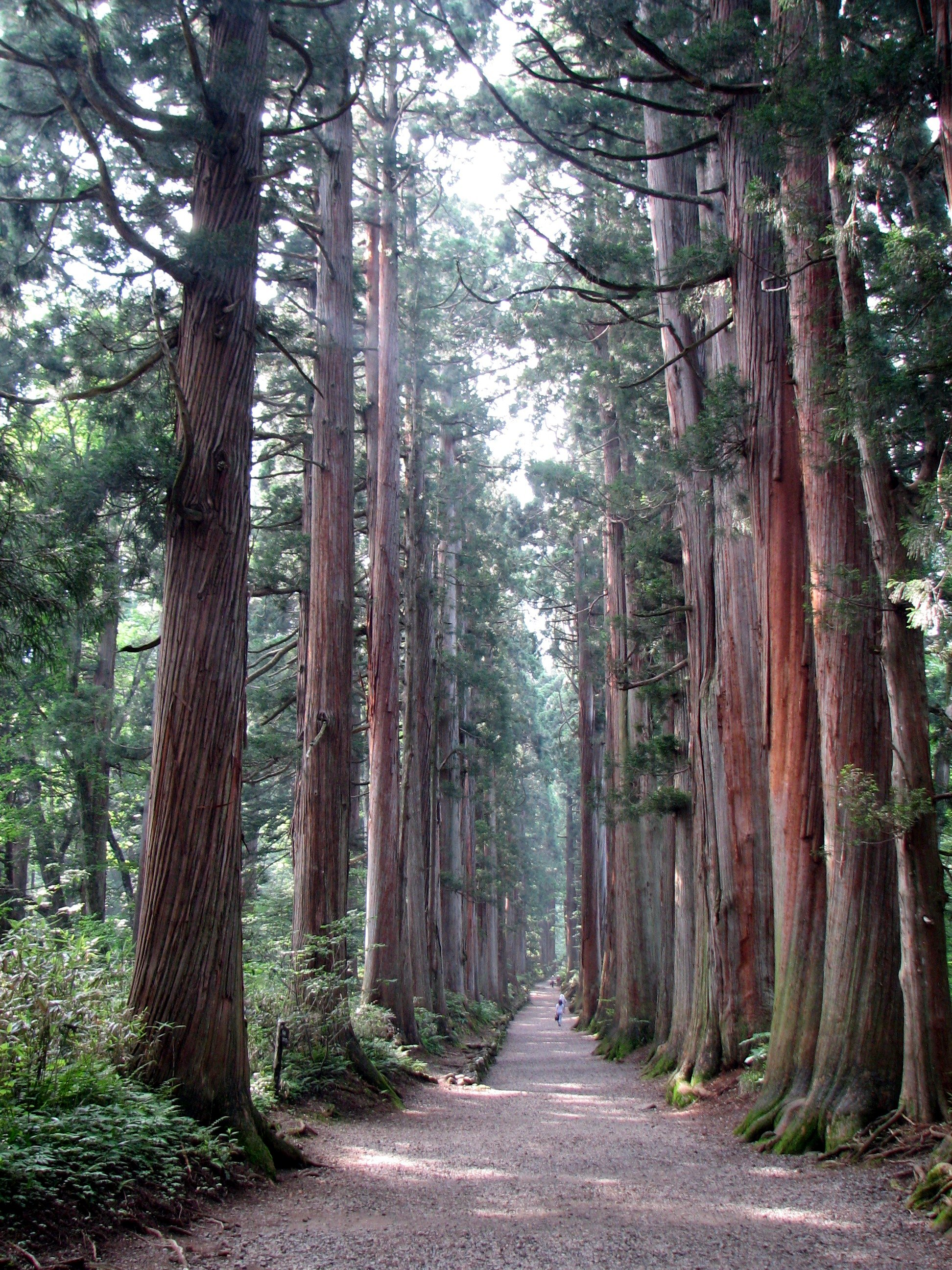
Дерева кріптомерії японської
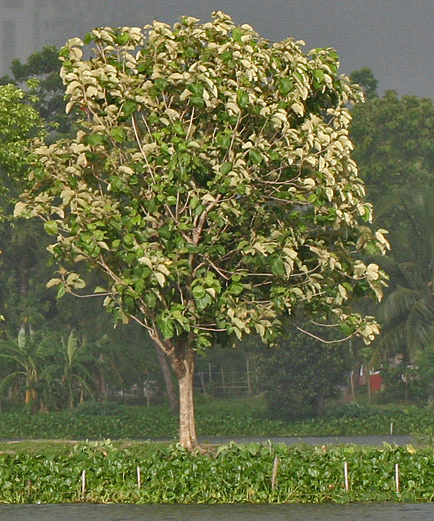
Тикове дерево
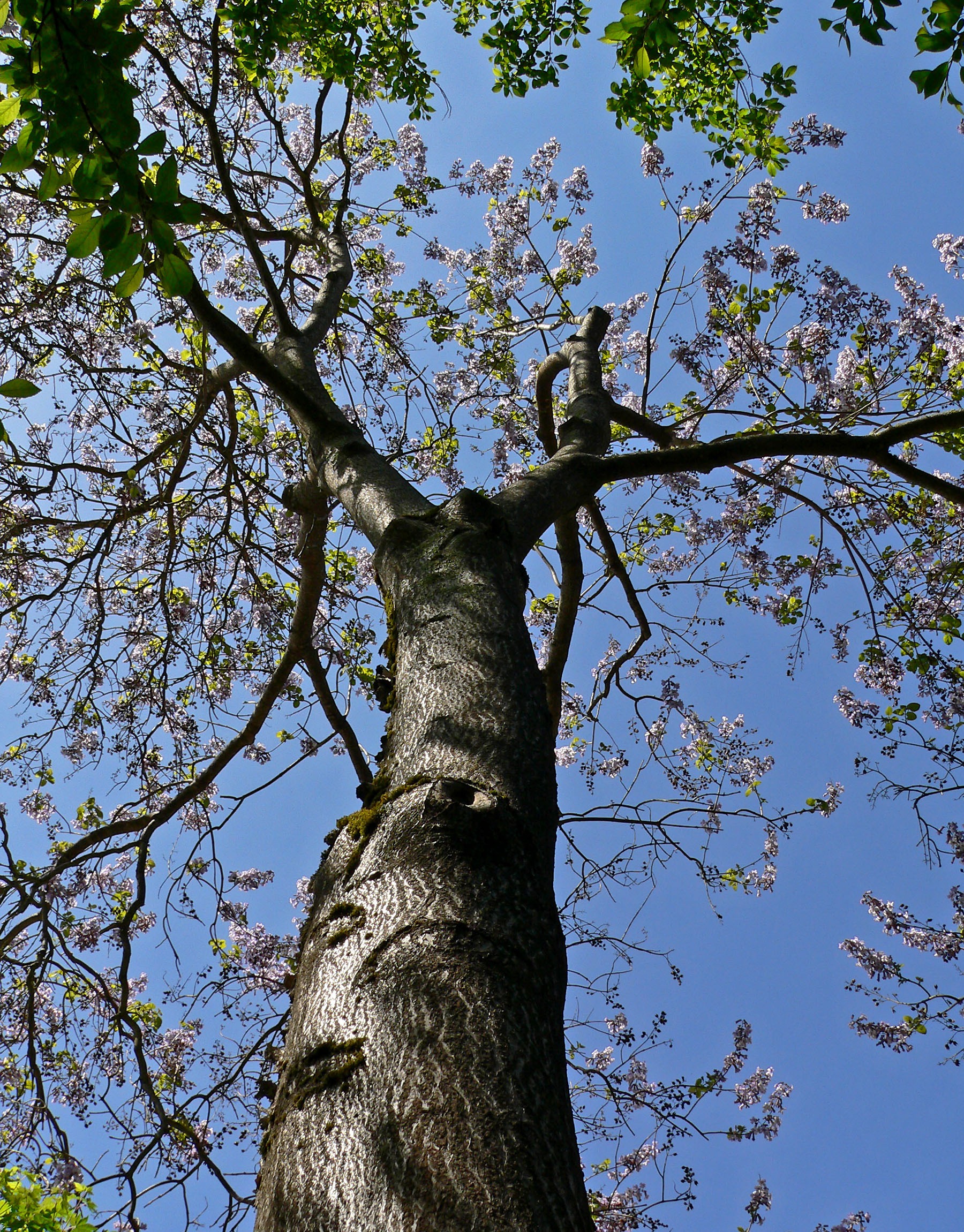
Павловнія

Майстерня по виготовленню тансу, гравюра 18 ст.

Вибрану деревину сушили або, навпаки, витримували на дощах, вітрах і негоді, що зміцнювало і міняло колір сировини. Ранні тансу не фарбували. Після обробки поверхні шафи щітками, їх поверхню натирали сумішшю крейди з глиною. Подібна обробка сприяла лише виявленню природної краси деревини. На невибагливе покриття вплинули суворі закони тогочасного сьогуната, котрий жорстко регламентував побут і дозволи для всіх верств японського суспільства. Регламент був настільки обмежуючим, що торкався розміру і конструкції купецьких човнів, тканин, котрі дозволялось використовувати на зимові та літні кімоно, на дозволені меблі і їх обробку, на використання фарб в дереворитах художників, навіть на розмір дитячих ляльок для дітей купецького стану. Обмеження були відбитком суворих законів феодального періоду Японії. Тансу цього періоду — продукція місцевих ремісників.
Дошки вистругували і обробляли особливими щітками для більшого виявлення природного малюнка деревини, полірували насінням і вкривали лаком. Тому поверхня тансу геометрично нерівна, з природною текстурою, виглажена і приємна на дотик. Готову тансу вкривали лаком або фарбували. Зустрічаються тансу від світлих до всіх відтінків темно червоного і коричневого до повністю чорного.
Антикварні тансу зміцнювали тільки дерев'яними цвяхами. Металеві цвяхи — покажчик сучасних реставраций чи сучасного виготовлення шафи.
Окрім полірованої деревини красу фасадів шафи підкреслювали небагатьма кованими деталями — ручками, кутами тощо. Тансу -сейфи мали велику кількість металевих смуг, що обумовлене їх функцією.
Використана деревина, кольорове покриття, характер металевих деталей слугують для ідентифікації місцевості, де виготовили шафку, і навіть для ідентифікації її володаря чи майстра.
Період Мейдзі характеризувався скасуванням багатьох феодальних заборон, перетворенням країни на західноєвропейський зразок і переходом до промислового виготовлення тансу.

## Сучасні тансу
В Японії в 20 ст. був період зниження зацікавленості в тансу. Навпаки, в різних країнах Заходу виникла своєрідна мода на японізм і підвищення запиту на шафи тансу. Тому сучасні тансу дещо більші за розмірами від антикварних шаф.
Відрізняються сучасні тансу і деревиною, і використаними матеріалами. Аби підкреслити красу сучасної шафи та виявити її речі, створюють скляні дверці.